# Finse euromunten

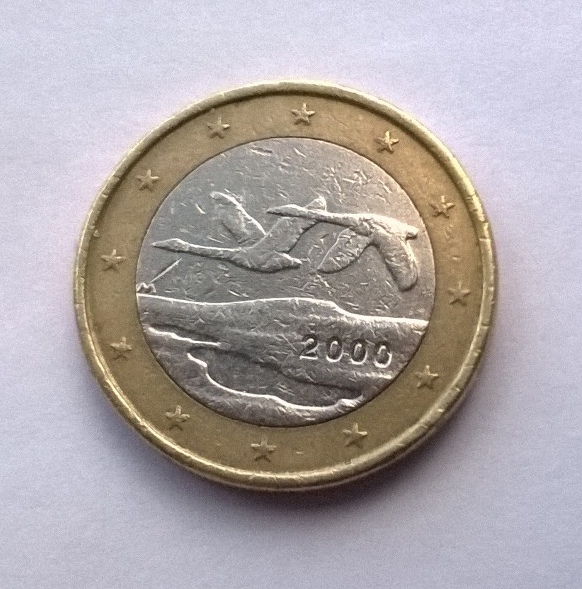
1 euromunt

De Finse euromunten hebben 3 verschillende ontwerpen, maar toch hebben de 6 munten met de kleinste waarden allemaal hetzelfde ontwerp. De munten van 1 en 2 euro hebben dus elk een verschillend ontwerp. Het ontwerp voor de kleinste en middelste serie is geleverd door Heikki Häiväoja. De munt van 1 euro is van de hand van Pertti Mäkinen en die van 2 euro van Raimo Heino. Alle drie de ontwerpen bevatten de 12 sterren van de EU en het jaar waarin ze geslagen zijn.
In Finland werd spoedig na invoering van de euro besloten de munten van 1 en 2 cent niet meer te gebruiken. Ze worden nog enkel geslagen voor in muntensets en zijn bij verzamelaars dus zeer gewild. De bedragen worden, net als in veel Nederlandse winkels, afgerond tot een veelvoud van 5 cent.

## Ontwerp

### 1999-2006
Op de rand van het muntstuk van 2 euro bevindt zich de inscriptie SUOMI FINLAND en drie leeuwenhoofden. (SUOMI betekent Finland in het Fins, en FINLAND betekent Finland in het Zweeds, de twee officiële talen in Finland.) In het ontwerp is steeds de letter 'M' zichtbaar. M is het muntmeesterteken van Raimo Makkonen, directeur van de Suomen Rahapaja (Munt van Finland, LTD).
| € 0,01                                           | € 0,02                                  | € 0,05                                                                  |
| ------------------------------------------------ | --------------------------------------- | ----------------------------------------------------------------------- |
| De leeuw van het Wapen van Finland               |                                         |                                                                         |
| € 0,10                                           | € 0,20                                  | € 0,50                                                                  |
| De leeuw van het Wapen van Finland               |                                         |                                                                         |
| € 1,00                                           | € 2,00                                  | Rand van 2-euromunten                                                   |
| Twee zwanen die over het Finse landschap vliegen | De bloem en de vrucht van de kruipbraam | SUOMI FINLAND De naam van het land, zowel in het Fins als in het Zweeds |

### 2007
Finland heeft het ontwerp van zijn euromunten, met ingang van 2007, marginaal aangepast om te kunnen voldoen aan de verscherpte richtlijnen voor de nationale zijden. Aan de bestaande ontwerpen is de afkorting 'M' vervangen door 'Fi' waarbij FI staat voor de afkorting van het land Finland. Verder zijn de ontwerpen ongewijzigd gebleven.
| € 0,01                                           | € 0,02                                  | € 0,05                                                                  |
| ------------------------------------------------ | --------------------------------------- | ----------------------------------------------------------------------- |
| De leeuw van het Wapen van Finland               |                                         |                                                                         |
| € 0,10                                           | € 0,20                                  | € 0,50                                                                  |
| De leeuw van het Wapen van Finland               |                                         |                                                                         |
| € 1,00                                           | € 2,00                                  | Rand van 2-euromunten                                                   |
| Twee zwanen die over het Finse landschap vliegen | De bloem en de vrucht van de kruipbraam | SUOMI FINLAND De naam van het land, zowel in het Fins als in het Zweeds |

### 2008-2010
In 2008 heeft Finland zijn munten weer subtiel veranderd. De plaats van het muntmerk Rahapaja Oy is dit keer van plaats veranderd. Het staat nu onder de linkervoet van de leeuw, waar bij de eerste serie een M stond.

### 2011 tot 2024
In 2011 heeft Finland zijn munten opnieuw subtiel veranderd. Het muntmerk Rahapaja Oy is dit keer vervangen door een ander muntmerk, de Heraldische leeuw.
In augustus 2024 maakte de directie van de Finse munt bekend haar activiteiten te staken vanwege de teruglopende vraag naar circulatiemunten. Bij een aanbesteding voor het slaan van de toekomstige Finse circulatie- en herdenkingsmunten kwam de Koninklijke Nederlandse Munt als winnaar uit de bus. Vanaf 2025 zal de KNM verantwoordelijk zijn voor het slaan van de munten van Finland. 

## Herdenkingsmunten van € 2
- Herdenkingsmunt van 2004: Uitbreiding van de Europese Unie in 2004
- Herdenkingsmunt van 2005: 60-jarig bestaan van de Verenigde Naties en het 50-jarig lidmaatschap van Finland van de VN
- Herdenkingsmunt van 2006: 100ste verjaardag van de invoering van het algemeen kiesrecht
- Herdenkingsmunt van 2007: Gemeenschappelijke uitgifte naar aanleiding van de 50ste verjaardag van het Verdrag van Rome
- Herdenkingsmunt van 2007: 90 jaar onafhankelijkheid
- Herdenkingsmunt van 2008: 60ste verjaardag van de Universele Verklaring van de Rechten van de Mens
- Herdenkingsmunt van 2009: Gemeenschappelijke uitgifte naar aanleiding van de 10de verjaardag van de Europese Economische en Monetaire Unie
- Herdenkingsmunt van 2009: 200ste verjaardag van de eerste parlementszitting van Finland en de oprichting van de centrale regeringsinstellingen in Finland
- Herdenkingsmunt van 2010: 150ste verjaardag van de oprichting van de Munt van Finland
- Herdenkingsmunt van 2011: 200-jarig bestaan van de Finse Nationale Bank
- Herdenkingsmunt van 2012: Gemeenschappelijke uitgifte naar aanleiding van de 10de verjaardag van de invoering van de Euro
- Herdenkingsmunt van 2012: 150ste geboortedag van Helene Schjerfbeck
- Herdenkingsmunt van 2013: 150 jaar Rijksdag
- Herdenkingsmunt van 2013: 125ste geboortedag van Nobelprijswinnaar Frans Eemil Sillanpää
- Herdenkingsmunt van 2014: 100ste geboortedag van Tove Jansson
- Herdenkingsmunt van 2014: 100ste geboortedag van Ilmari Tapiovaara
- Herdenkingsmunt van 2015: 150ste geboortedag van Jean Sibelius
- Herdenkingsmunt van 2015: Gemeenschappelijke uitgifte naar aanleiding van het 30-jarig bestaan van de Europese vlag
- Herdenkingsmunt van 2015: 150ste geboortedag van Akseli Gallen-Kallela
- Herdenkingsmunt van 2016: 90ste sterfdag van Eino Leino
- Herdenkingsmunt van 2016: 100ste geboortedag van Georg Henrik von Wright
- Herdenkingsmunt van 2017: 100ste verjaardag van de onafhankelijkheid van Finland
- Herdenkingsmunt van 2017: Finse natuur
- Herdenkingsmunt van 2018: Nationaal park Koli
- Herdenkingsmunt van 2018: Finse saunacultuur
- Herdenkingsmunt van 2019: 100ste verjaardag van de invoering van de grondwet
- Herdenkingsmunt van 2020: 100ste verjaardag van de oprichting van de Universiteit van Turku
- Herdenkingsmunt van 2020: 100ste geboortedag van Väinö Linna
- Herdenkingsmunt van 2021: Journalistiek en open communicatie ter ondersteuning van de Finse democratie
- Herdenkingsmunt van 2021: 100ste verjaardag van zelfbestuur van de regio Åland
- Herdenkingsmunt van 2022: 100ste verjaardag van de oprichting van het Finse Nationale Ballet
- Herdenkingsmunt van 2022: Gemeenschappelijke uitgifte naar aanleiding van het 35-jarig bestaan van het ERASMUS-programma
- Herdenkingsmunt van 2022: Klimaatonderzoek in Finland
- Herdenkingsmunt van 2023: 100ste verjaardag van de invoering van de eerste natuurbeschermingswet
- Herdenkingsmunt van 2023: Sociale en gezondheidsdiensten als waarborgen voor het algemeen welzijn
- Herdenkingsmunt van 2024: Verkiezingen als fundament van de democratie
- Herdenkingsmunt van 2024: Gesellius, Lindgren & Saarinen - Finse architectuur
- Herdenkingsmunt van 2025: Staatsbezoeken van Finland - diplomatie en buitenlands beleid